# 霞間ヶ渓

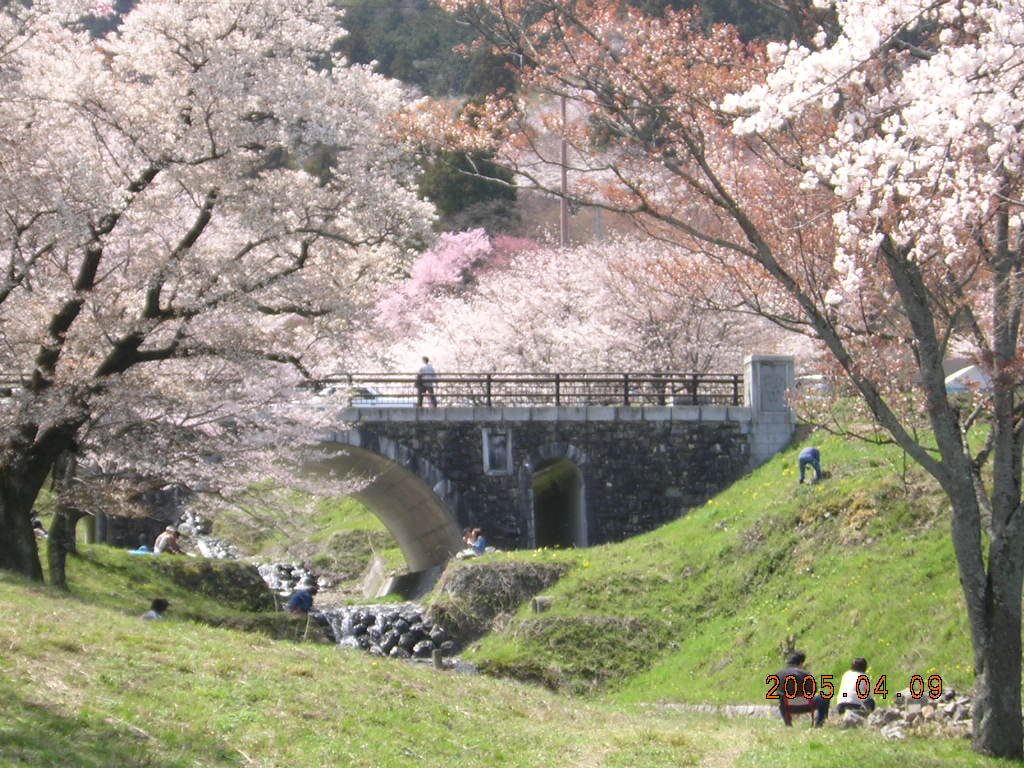
霞間ヶ渓にて撮影（2005年4月）

霞間ヶ渓（かまがたに）は岐阜県池田町にある渓谷。

## 概要
桜と渓谷の調和が非常に美しいことから、国の名勝及び天然記念物に指定されている（指定名称は「霞間ヶ渓（サクラ）」）。断層崖からなる池田山の東斜面を浸食して形成された渓谷で、地形は非常に急峻である。
2018年（平成30年）には芝桜などを植栽した霞間ヶ渓花畑がオープンした。

## 霞間ヶ渓のサクラ
霞間ヶ渓はかつて鎌ヶ谷と呼ばれていた。古くから桜の名所として名高く、ヤマザクラ、シダレザクラ、エドヒガンなど数種類のサクラが谷間に沿って自生していた。そこへ大垣藩が治山政策のためにソメイヨシノなどを新たに植樹、更に明治以後も観光開発の一環として、植樹は増え続け、全長2キロメートルの渓谷一帯には約1,500 - 2,000本のサクラが見られるようになる。このサクラが一斉に咲くと、遠くから眺めれば霞がかかったように見えることから、いつしか「霞間ヶ渓」と呼ばれるようになった。東海3県有数のサクラの名所として知られており、「日本さくら名所100選」にも選定されている。
また、桜並木と並んで一帯は揖斐茶の特産地でもあり、桜並木の合間に茶畑が広がっている。

### 名称の変化
1. 喜助谷[2]
2. 鎌ヶ谷
3. 霞間ヶ渓 - なお、地図での渓谷の名称は「霞間ヶ谷」である。

### 指定
1. 昭和3年 - 国の名勝天然記念物に指定
2. 平成元年 - 日本さくら名所100選に認定
3. 平成14年 - 飛騨・美濃さくら三十三選に認定